# Rafael Arístegui y Vélez
Rafael de Arístegui y Vélez-Ladrón de Guevara (Jerez de la Frontera, 15 de gener de 1794 - Madrid, 9 de novembre de 1863) va ser un militar espanyol que va exercir de governador de Puerto Rico entre 1843 a 1847 i ministre de Marina entre 1852 i 1853. Va ser II comte de Mira-sol.

## Biografia
Era fill de Luis Segundo de Arístegui y Rolín, I comte de Mirasol, i d'Antonia Vélez-Ladrón de Guevara y Benítez. Va ser de professió militar i amb grau de brigadier va manar una divisió en la defensa de Bilbao contra els exèrcits carlistes l'any 1835. En 1843 és ascendit a tinent general i nomenat governador i capità general de Puerto Rico, càrrec que va ocupar fins al desembre de 1847 Va tornar a Espanya i en 1848 fou nomenat senador vitalici i capità general de Castella La Nova, des de 1848 a 1850
En 1850 fou nomenat Capità general d'Andalusia, càrrec que deixà quan fou nomenat ministre de Guerra en el govern de Juan Bravo Murillo el gener de 1851. Entre 1852 i 1853 fou ministre interí de Foment i ministre de Marina en el gabinet de Federico Roncali Ceruti. Després tornà a la Capitania General d'Andalusia fins a 1854 i després fou director de la Caserna d'Invàlids d'Atocha en 1856. El 1850 va ingressar a l'Orde de Sant Jaume.
Endemés de la Creu Llorejada de Sant Ferran, també fou guardonat amb les grans creus de l'Orde de Carles III, de l'Orde d'Isabel la Catòlica i de l'Orde de Sant Hermenegild.